# Непобедимый (Гомельская область)
Непобедимый (бел. Непераможны) — посёлок в Светиловичском сельсовете Ветковского района Гомельской области Белоруссии.

## География

### Расположение
В 32 км на северо-восток от Ветки, 54 км от Гомеля.

### Гидрография
На севере безымянный ручей (приток реки Беседь).

## Транспортная сеть
Рядом автодорога Залесье — Светиловичи. Планировка состоит из короткой прямолинейной улицы, ориентированной с юго-востока на северо-запад. Застройка деревянная усадебного типа.

## История
Основан в начале XX века переселенцами из соседних деревень. В 1926 году в Светиловичском сельсовете Светиловичского района Гомельского округа. В 1928 году организован колхоз имени К. Маркса. Во время Великой Отечественной войны 16 жителей погибли на фронтах. В 1959 году в составе совхоза «Светиловичи» (центр — деревня Светиловичи).

## Население

### Численность
- 2004 год — 10 хозяйств, 21 житель.

### Динамика
- 1926 год — 30 дворов, 132 жителя.
- 1940 год — 30 дворов 150 жителей.
- 1959 год — 75 жителей (согласно переписи).
- 2004 год — 10 хозяйств, 21 житель.